# Antoine de Thomassin de Peynier
Pour les articles homonymes, voir Thomassin et Peynier (homonymie).
Louis Antoine de Thomassin de Peynier, appelé plus simplement Antoine de Thomassin, comte de Peynier, né le 27 septembre 1731 à Aix-en-Provence, et mort le 11 octobre 1809 à Arance, est un officier de marine et administrateur colonial français des XVIIIe et XIXe siècles.

## Biographie

### Origines et famille
Antoine de Thomassin descend de la Maison de Thomassin, une famille noble originaire de Bourgogne, connue dès le XVe siècle et installée en Provence. Cette famille a formé plusieurs branches, dont la principale était celle des marquis de Saint-Paul. Elle a donné huit conseillers et un président au Parlement d'Aix, deux conseillers et quatre avocats généraux en la cour des comptes de Provence.
Il est le fils de Louis de Thomassin de Peynier (1705-1794), marquis de Peynier, intendant à deux reprises aux Petites Antilles entre 1763 et 1783, et d'Anne Dupuy de la Moutte (1705-1785). Ses parents se marient le 19 mars 1726 à Aix. De cette union naissent : 
1. Jean-Luc de Thomassin de Peynier (1727-1807), conseiller puis président à mortier au Parlement de Provence (1748), baron de Trets ;
2. Marie Anne Thérèse, née en 1729 à Peynier ;
3. Alexandre Henry (1729-1736) ;
4. Antoine de Thomassin de Peynier, qui suit ;
5. Marie Gabrielle de Thomassin de Peynier (1733-1772), abbesse d'Hyères en 1769 ;
6. Jacques-Louis-Auguste de Thomassin de Peynier (1734-1815), chanoine-comte de Saint-Victor de Marseille, abbé d'Aiguebelle, membre de l'Académie des Sciences, Arts et Belles-Lettres de Marseille ;
7. Michel Marie Sextius de Thomassin de Peynier (1736-1765), chevalier, officier sur les vaisseaux du Roi ;
8. Madeleine de Thomassin de Peynier (1737-1815), religieuse bénédictine ;
9. Marie Henriette de Thomassin de Peynier (1739-1800), qui épouse en 1757 à Aix Jacques-Henri de Lieuron, écuyer de Saint-Chamas ;
10. Angélique Thérèse de Thomassin de Peynier (1744-1810), qui épouse en 1770 à Aix Étienne-François Baudil Senchon de Bournissac (né en 1729, guillotiné en 1792).

## Carrière

### Débuts dans la Marine royale
Alors que son frère aîné Jean-Luc de Thomassin de Peynier (1727-1807), baron de Trets, s'illustre, comme ses ancêtres, en accomplissant une carrière parlementaire à Aix (conseiller au Parlement de Provence en 1746, puis président à mortier en 1748), Antoine de Thomassin de Peynier entre très tôt dans la marine royale. Il n'a que treize ans lorsqu'il s'engage en 1744, en pleine guerre de Succession d'Autriche, à laquelle il participe.
En 1751, il devient enseigne de vaisseau, puis part en mission diplomatique en Méditerranée entre mai et septembre 1752. Durant cette expédition, il est à bord du navire le Triton, et fait escale à Tripoli, Smyrne, Tunis, et Alger. Lorsque éclate la guerre de Sept Ans en 1756, Antoine participe à une campagne de quatre ans aux Indes. C'est au cours de celle-ci qu'il devient, en 1757, lieutenant de vaisseau, et est blessé en 1759 ; ayant reçu un « coup de feu à la tête », il gardera des séquelles de cette grave blessure toute sa vie.
Après la fin de la Guerre de Sept Ans, il prend le commandement de la frégate La Malicieuse et effectue une mission exploratoire et diplomatique aux Petites Antilles. Antoine de Thomassin de Peynier arrive à la Martinique en mars 1765 et reste aux Antilles jusqu'à l'été 1766. Au cours de ce séjour, le comte de Nolivos, gouverneur de la Guadeloupe, le charge de diverses missions diplomatiques. En mai 1765, faisant office d'ambassadeur, il se rend à la Grenade, où il est chargé de rencontrer le gouverneur anglais M. de Melvill, mais aussi d'espionner l'île pour rapporter des renseignements sur les forces militaires et navales anglaises. Ainsi, ses instructions stipulent : « Il prendra sans compromettre le pavillon de sa majesté toutes les connoissances possibles des isles anglaises où il abordera […] ». Après la Grenade, Antoine de Thomassin se rend dans les domaines espagnols de la "Côte d'Espagne" en Amérique du Sud, et visite les ports de Cumana et de Caracas jusqu'en juin 1765. Son but est d'explorer des voies maritimes encore inconnues afin de les ouvrir au commerce, notamment pour ravitailler les colonies en mulets. À son retour, il s'arrête à la Dominique pour s'enquérir de la situation des Français sur cette île. Il stationne ensuite quelque temps en Guadeloupe. C'est là que son frère Sextius, lieutenant de vaisseau sur la Malicieuse, meurt et est inhumé le 26 août au cimetière du Moule. En janvier et février 1766, Antoine effectue également une mission de reconnaissance à Saint-Martin, pour sonder les fonds marins afin de préparer les projets d'amélioration du système défensif de l'île. À cette occasion, il réalise des plans de la côte de cette île. Plus tard, au mois d'avril 1766, ce sont les côtes de la Guadeloupe qu'il cartographie.
En 1772, il est nommé capitaine de vaisseau.

### Guerre d'indépendance des États-Unis

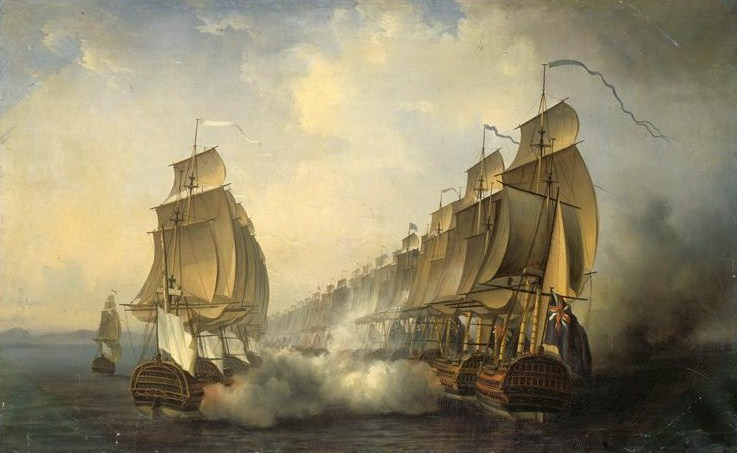
La bataille de Gondelour le 20 juin 1783, à laquelle participe Peynier sous les ordres de Suffren. Ce dernier conduit les 16 vaisseaux de son escadre à la victoire contre les 18 de Hughes. Peinture d'Auguste Jugelet (1805-1875) en 1836.

En 1778, la France entre dans le conflit qui oppose l'Angleterre à ses treize colonies d'Amérique du Nord. C'est l'occasion pour le Royaume de prendre sa revanche sur cet ennemi séculaire après l'humiliante défaite de 1763, et le traité de Paris qui avait consacré la perte d'une grande partie du premier empire colonial français, dont la Nouvelle-France. En 1780, à la demande du Marquis de La Fayette, la France envoie 7 000 hommes sous le commandement du lieutenant-général de Rochambeau, avec une escadre de trente-huit navires à la tête de laquelle se trouve le comte de Grasse. Le 19 octobre 1781, l'armée royale française et les troupes américaines, toutes placées sous le commandement de George Washington, remportent une éclatante victoire à Yorktown, en Virginie.
En parallèle, deux opérations navales de grande envergure sont menées dans les Antilles et aux Indes. Alors qu'Antoine de Thomassin prend directement part à la seconde en tant que chef d'escadre sous les ordres du bailli de Suffren, son père Louis participe à l'organisation logistique de la première dans les Antilles. En 1781, la flotte commandée par l'Amiral d'Estaing prend l'île de Tobago. Louis de Thomassin, alors intendant à la Martinique, y envoie un ordonnateur pour organiser la nouvelle administration de l'île et surtout son approvisionnement, afin de maintenir la présence française dans cette place stratégique qui permet d'établir un contact direct entre les Antilles françaises et les colonies espagnoles du continent, l'Espagne étant alliée à la France contre l'Angleterre.
Dans l'océan Indien, la flotte française, menée par Suffren remporte victoire sur victoire depuis 1781. En 1782, Antoine de Thomassin reçoit pour mission d'escorter un convoi de 27 bateaux en renfort et de ravitaillement pour cette région. Ce convoi comporte la Légion du Luxembourg envoyée par la VOC aux Hollandais du cap de Bonne-Espérance. Les 6 bateaux, armés par Jean Peltier Dudoyer pour transporter la Légion, sont revendus au Roi à leur arrivée au Cap.
Mission réussie malgré la capture par les Anglais d'une partie du convoi. Peynier rejoint Suffren et fait sa jonction avec lui à Trinquemalay. Sous les ordres de Suffren, Peynier, devenu brigadier des armées navales participe le 20 juin 1783, à bord du Fendant à la bataille devant Gondelour, dans le détroit de Ceylan. Cette bataille est une des victoires les plus éclatantes remportées au cours de cette campagne contre la Royal Navy. Malheureusement, les nouvelles de ces victoires arrivent trop tard en métropole. Le traité de Versailles est signé dès le 3 septembre 1783, consacrant l'indépendance des États-Unis d'Amérique et la victoire de la France sur l'Angleterre. Le bailli de Suffren est alors rappelé en France, et Thomassin de Peynier garde le commandement de la flotte française dans l'océan Indien jusqu'en 1786 avec le titre de chef d'escadre, qu'il a obtenu en 1784.
Après la guerre, Antoine de Thomassin se rend aux États-Unis où il est reçu dans l'Ordre de Cincinnatus, en tant qu'officier de la marine française ayant participé à la libération des États-Unis ; il reçoit le diplôme de l'Ordre des mains de George Washington.
En 1786, Antoine de Thomassin de Peynier rentre en France. L'année suivante, il obtient le commandement d'une frégate à Brest. C'est également en 1787 qu'il épouse, dans le Béarn, Jeanne Timothée Marthe Angélique d'Arros d'Argelos (née le 24 janvier 1761), fille du baron d'Arros d'Argelos, chef d'escadre, et de sa femme Mademoiselle de Lahaye (1726-1791). Elle lui donnera deux filles, qui seront les dernières représentantes de la famille des Thomassin de Peynier.

## Gouvernement de Saint-Domingue

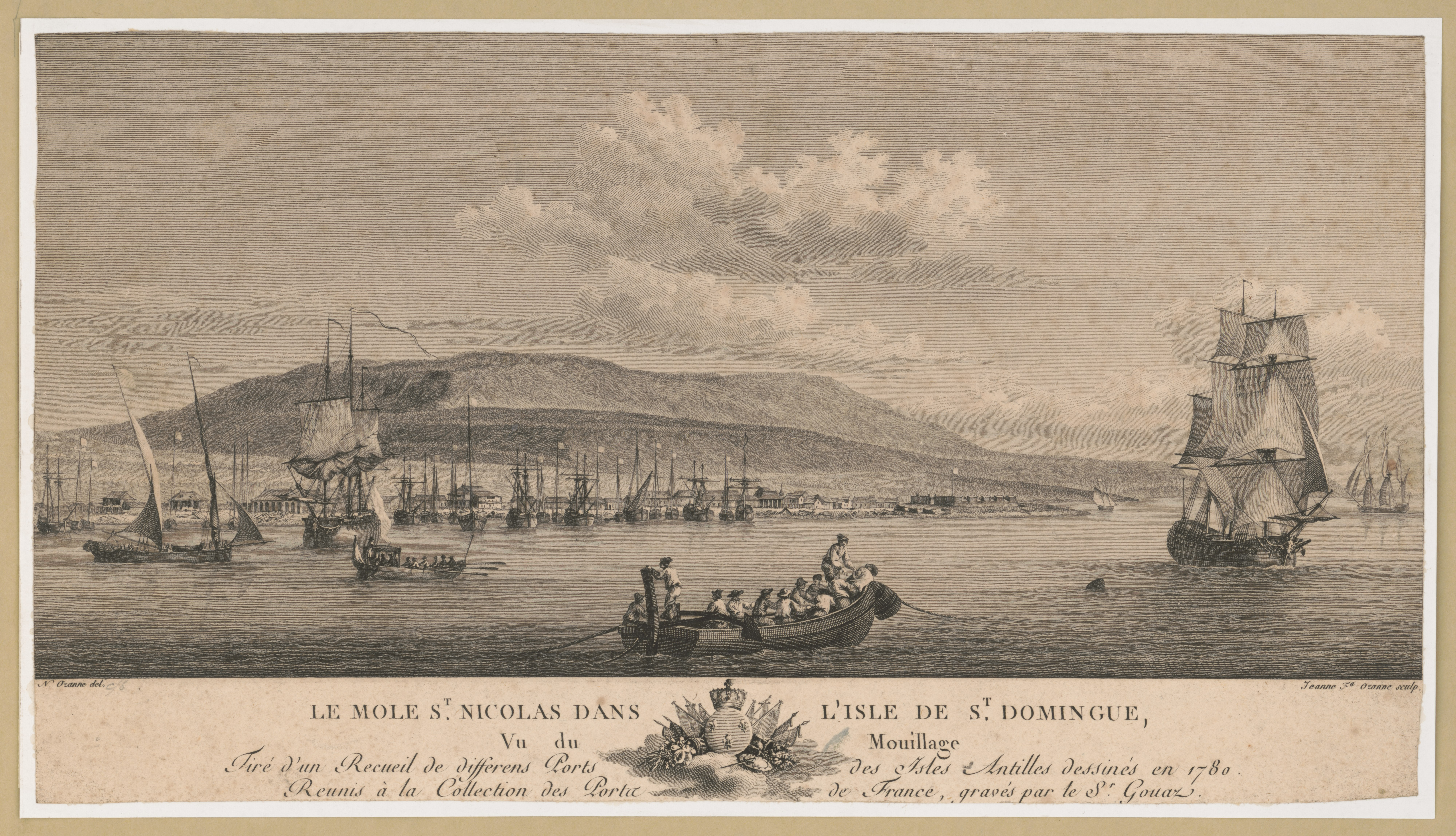
Saint-Domingue en 1780, vue du mole Saint-Nicolas. (Pierre Ozanne)

Le 26 juillet 1789, le comte Antoine de Thomassin est nommé gouverneur général de la colonie française de Saint-Domingue, dans les Grandes Antilles. Il y débarque à la fin du mois d'août, et reste en fonction jusqu'à la fin de l'année 1790. Le contexte politique est alors extrêmement troublé, surtout à partir de 1790.
Les deux cent douze députés de l'Assemblée de Saint-Marc montrent de plus en plus ouvertement leur tendance sécessionniste. Ces députés, qui sont tous des propriétaires blancs, vont jusqu'à ouvrir les ports de la colonies aux étrangers, ce qui va à l'encontre des lois de l'exclusif commercial toujours en vigueur dans le Royaume.
En plus de leur tendance prononcée pour l'accession à l'indépendance, les colons blancs de Saint-Domingue sont également archi-esclavagistes. Le comte de Peynier ne marque pas son passage par son action, mais il est animé par son devoir envers l'État, et s'oppose ainsi à l'Assemblée. Dans la nuit du 29 au 30 juillet 1790, il fait disperser les députés. Quatre-vingt-cinq d'entre eux quittent l'île à bord du « Léopard », afin de se rendre en France pour plaider leur cause auprès de l'Assemblée constituante, ce sont les "Léopardins".
Le 2 novembre 1790, Jean-Paul Marat écrit dans l'Ami du Peuple : « Il est constant que le sieur de Peynier a exercé un despotisme épouvantable, qu'il a employé la violence pour désarmer la garde nationale de Port-au-Prince. […] Il armait contre eux les nègres et les gens de couleurs ».
En France, la perception des évènements de Saint-Domingue n'est que partielle. La majorité des acteurs politiques ne conçoivent pas l'existence d'une assemblée non démocratique. Pourtant c'est bien le cas, l'Assemblée de Saint-Marc est loin d'adhérer aux idéaux révolutionnaires de l'Assemblée constituante. À la fin de l'année 1790, les colons blancs accusent ouvertement le gouverneur Antoine de Thomassin et le colonel Mauduit, commandant de la place de Port-au-Prince, d'être les protecteurs des hommes de couleurs.
Usé par tant d'évènements et par sa santé déclinante, le comte de Peynier remet ses fonctions au nouveau gouverneur, Philippe François Rouxel de Blanchelande, et s'embarque pour la France où il arrive au début de l'année 1791. Il doit alors rendre des comptes devant l'Assemblée nationale, laquelle approuve sa conduite durant toute la période où il fut gouverneur.

## Révolution française
Le 7 octobre 1791, il déclare devant les officiers municipaux de la commune d'Orthez dans le Béarn qu'il avait prêté le serment civique imposé par l'Assemblée nationale, et qu'il l'avait renouvelé devant l'Assemblée de Saint-Marc. Il jure alors « d'être fidèle à la Nation, à la Loi et au Roi, et de maintenir par tout son pouvoir la constitution décrétée par l'Assemblée nationale ».
Le 1er janvier 1792, Antoine de Thomassin de Peynier est nommé vice-amiral. Au printemps suivant, il accepte un temps de prendre le commandement de la Marine Royale à Brest, mais revient sur sa décision et finit par refuser, sur le conseil du ministre Bertrand-Molleville. Il donne sa démission de toutes les fonctions qu'il occupait encore, après une carrière de quarante-huit ans dans la Marine royale, et demande le versement d'une pension de 4 300 livres, qu'il n'obtint jamais.
Après la chute de la Monarchie et la proclamation de la République à la fin de l'été 1792, Antoine de Thomassin jure devant l'officier municipal d'Orthez, Dutilh, « d'être fidèle à la Nation et de maintenir la liberté et l'égalité ou de mourir en la défendant ». Enfin, le 1er septembre 1793, il remet la Grand-croix de l'Ordre royal et militaire de Saint-Louis, dont il était commandeur. Pourtant, il est emprisonné durant treize mois entre la fin de l'année 1793 et 1794, alors qu'il résidait dans son château d'Orthez. Selon sa déclaration faite au Comité révolutionnaire du district d'Orthez par lettre du 31 pluviôse An III (9 février 1795), cet emprisonnement était simplement le fait des « mesures oppressives et générales ».
En décembre 1794, un mois après la mort de son père Louis, il s'installe à Aix où il espère refaire sa santé. À cette époque, il est sur le point de perdre la vue du fait de son ancienne blessure à la tête.
Le comte Antoine de Thomassin de Peynier meurt en 1809 à Arance.

### Sources et bibliographie
- Tugdual de Langlais et Commandant Alain Demerliac (introduction) (préf. Patrick Villiers), L'armateur préféré de Beaumarchais, Jean Peltier Dudoyer, Nantes, Coiffard éditions, 2015, 340 p. (ISBN 978-2-919339-28-0, BNF 44521591).